# بروکسویل (اکلاهما)
بروکسویل(به انگلیسی: Brooksville) شهری در ایالت اکلاهما کشور ایالات متحده آمریکا است که جمعیت آن در سرشماری سال ۲۰۱۰ میلادی، ۶۳ نفر بوده‌است.